# Leodonta
Leodonta is een geslacht in de orde van de Lepidoptera (vlinders) familie van de Pieridae (Witjes).
Leodonta werd in 1870 beschreven door Butler.

## Soorten
Leodonta omvat de volgende soorten:
- Leodonta dysoni - (Doubleday, 1847)
- Leodonta tagaste - (Felder, C & R Felder, 1859)
- Leodonta tellane - (Hewitson, 1860)
- Leodonta zenobia - (Felder, C & R Felder, 1865)
- Leodonta zenobina - (Hopffer, 1869)